# لله لو (خدا أفرين)
لله‌ لو هي قرية في مقاطعة خدا أفرين، إيران. عدد سكان هذه القرية هو 115 في سنة 2006.